# Фенгтаи терен за софтбол
Фенгтаи терен за софтбол, познат и као Fengtai Softball Field, али и Fengtai Sports Center Softball Field (поедностављен кинески језик: 丰台体育中心垒球场; традиционални кинески език: 豐臺體育中心壘球場; пињин: Fēngtái Tǐyù Zhōngxīn Lěiqiúchǎng) је софтбол стадион који се налази у Пекингу, Кина. Био је домаћин такмичења у софтболу на Летњим олимпијским играма 2008. године.
Комплекс се састоји од два такмичарска терена и једног полигона. Стадион има капацитет од 13.000 и површину од 15.570 квадратних метара. Такође има резервни терен капацитета 3.500 и два терена за обуку. Може да прими 10.000 гледалаца. Стадион је већ постојао, али је реновиран за Олимпијске игре од 28. јула 2005. до 2006. године. 
То је такође било једно од мјеста одржавања Азијских игара 1990. и Свјетског првенства у софтболу за жене 1992. године.
Реновирање стадиона је завршено 28. јула 2006. године, спремно за XI ИСФ Свјетско првенство за жене крајем августа. То је било прво олимпијско место у Пекингу које је завршено и пуштено у употребу.